# Лесоска, Ана Колович
Ана Колович Лесоска (макед. Ана Чоловиќ Лешоска; род. в 1979 году) — македонский биолог, которая с 2011 года выступала против строительства плотин для производства гидроэлектроэнергии в Мавровском национальном парке с целью защиты исчезающих видов, в том числе находящейся под угрозой исчезновения балканской рыси. Ей удалось убедить правительство Северной Македонии приостановить дальнейшую работу по строительству плотин в национальном парке, что привело к отзыву займов у Всемирного банка и Европейского банка реконструкции и развития (ЕБРР).

## Биография
Биолог Колович Лесоска узнала о планах строительства гидроэлектростанций в Маврово, (Северная Македония) в 2010 году. Они включали в себя строительство плотины Бошков-Мост высотой 33 метра и плотины Луково-Полюс высотой 70 метров. В качестве исполнительного директора Македонского экологического исследовательского центра «Эко-свест» в сотрудничестве с другими неправительственными организациями и активистами она начала кампанию «Спасите Маврово». В ноябре 2011 года она подала жалобу в ЕБРР, объяснив, что они одобрили заём для проекта Бошков-Мост без проведения необходимой оценки биологической среды. Она призвала послов стран, имеющих представителей в совете директоров ЕБРР, добиваться прекращения финансирования. Лесоска подала петицию, призывающую правительство, ЕБРР и Всемирный банк закрыть проекты, и собрала почти 100 000 подписей.
В 2013 году Ана Колович подала жалобу в Бернскую конвенцию о сохранении дикой природы и естественной среды обитания в Европе, пояснив, что гидроэнергетический проект Бошков-Мост «может оказать негативное влияние на существование рыси». В декабре 2015 года Бернская конвенция обязала ЕБРР и Всемирный банк приостановить финансирование. Всемирный банк немедленно отозвал финансирование, и в мае следующего года было принято решение суда об аннулировании экологического разрешения для проекта Бошков Мост. В январе 2017 года ЕБРР отменил финансирование.
В знак признания этих достижений в апреле 2019 года Ана Колович Лесоска среди шести экологов мира была удостоена экологической премии Гольдманов В истории Северной Македонии это была первая такая премия